# 一関市住職親子強盗殺人事件
一関市住職親子強盗殺人事件（いちのせきしじゅうしょくおやこごうとうさつじんじけん）とは、2007年（平成19年）6月11日に岩手県一関市で発生した強盗殺人事件。

## 概要

### 事件の経緯
本事件の加害者である女C・S（姓名のイニシャル、以下「C」と表記 / 逮捕当時45歳）は夫（1988年婚姻 / Cとの間に二児を儲ける）の父親が経営する会社が倒産し、夫が仕事を転々としたため、生活費のために2000年頃からクレジットカード会社から借り入れをするようになった。2005年8月から夫やその両親に黙って債務を返済しようと、夫の叔母からの借入金200万で債務を一括返済した。2005年9月には、夫が安定した仕事に就職して収入を得るようになり、C自身もラーメン店でパート勤務を続け収入を得ていた。稼動態度は非常に真面目であり、店長的な責任のある仕事を任されるほどであった。家内においても家事や育児をこなし、本事件を起こす以前は犯罪とは無縁な生活を送っていた。夫の親族らと共に6人で生活していたCは、自身の収入や夫の収入に加え、夫の両親の年金収入から固定資産税や冠婚葬祭の費用を賄い、生活費を補っていた。しかし、2006年に夫の父親が肝臓癌で余命1年と宣告されたことで、Cは夫の父親の年金収入が得られなくなると危惧するようになり、2007年5月には、夫から「会社が倒産するかもしれない」と告げられ、家計が破綻するのではないかと不安に駆られる日々を送るようになった。Cと夫は、パチンコへの浪費などが原因で1ヶ月で約10万円使うこともあり、消費者金融業者やクレジットカード会社から借金をし続けたが、パチンコをやめたり、節約をするなど家計の見直しを考えることはなく、事件が発生した2007年6月時点で借入金額は225万円に達し、月々の消費者金融への返済金額は合計11万円程度であった。Cは家計が逼迫する前に借金を返済したいと考えるようになった。
2007年6月8日、他人から金銭を脅し取って、借金返済に充てようと考えたCは、勤務先のラーメン店から刃渡り約23.5cmの包丁を持ち出した。2007年6月11日夜、Cは2週間前に一関市東山町田河津の遠應寺で父親の墓参りをした際に、被害者A1（当時81歳 / A2の実母）が自分に話しかけてくれたことを思い出し、被害者A2（当時59歳 / 同寺住職）がパチンコを趣味としていて金銭を所持していると思えること、A1とA2の2人暮らしであることなどから寺に強盗に入り、2人を殺害することを決意した。Cは事前にA1に「相談がある」と電話を掛けて、寺に行くことを伝え、訪問客を装うために手土産としてフルーツゼリーを購入して、前述の包丁と手袋を入れた手提げ鞄を持ち、頭髪が遺留しないよう頭にバンダナを巻いて寺を訪問した。

### 強盗・殺害
2007年6月11日午後8時30分頃、Cは寺の庫裏の居間でA1、A2と共にこたつを囲みながら借金の話をしていたが、A1が席を離れた直後に突然手提げ鞄から包丁を取り出してA2の腕を掴んで引き寄せ、殺意を持ってA2の前胸部を包丁で刺した。A2は深さ約13cmもの傷を負い、倒れ込んだ。その後Cは、部屋にあった灰皿を戻ってきたA1の後頭部に複数回振り下ろし、逃げ回るA1を執拗に追いかけ回した。負傷しながらも反撃をするA2をCは叩き払い、必死に逃げるA1の前に回り込んで、殺意を持って抵抗するA1の首や胸、背中を繰り返し包丁で刺して、左総頚動脈・椎骨動脈等損傷による失血により死亡させて殺害した（強盗殺人罪）。A2は胸への刺突行為で瀕死状態にもかかわらず最後の力を振り絞り、受話器に手を伸ばそうとしていたが、それを発見したCは受話器を取り上げ、とどめとして再びA2の左側胸部を突き刺して、A2を肝刺創による出血性ショックで死亡させて殺害した（強盗殺人罪）。
Cは2人を殺害後、右手指に怪我をして出血していることに気づき、その場にあった輪ゴムで止血した。その後Cは、持参した手袋をつけて物色を始め、A1又はA2が所有していた現金約15万円を強取した。Cは、瀕死状態のA2が居間から西側に続く八畳間の部屋に移動していることに気づいたため、視界に入らないようにA2に長座布団を掛けた。右手指から出血が続いていたCは、血液から自身の犯行が発覚することを恐れて、「他人の血液と混合すれば血液の鑑別ができなくなるのではないか」と考えて、A1の体から流れ出てきた血だまりに手袋を浸した。犯行後、Cは事件現場から逃走し離れた場所で衣服を着替えた。しかし、指紋が遺留して犯行が発覚する可能性を案じたCは、再び犯行現場に戻って指紋を拭き取ったり、素手で触った受話器やA1を殴った灰皿を持ち出したりした。一連の犯行に使用した包丁は北上川に捨てた。

### 事件発生後の経過
- 2007年6月12日午後6時45分頃には被害者宅に隣人の男性が回覧板を届けたが、家から応答はなく、玄関は無施錠だった。
- 2007年6月14日午前8時過ぎ、A2の知人の僧侶2人がA1とA2の遺体を発見した。
- 2007年6月15日、岩手県警捜査一課の司法解剖によりA1とA2の死因が特定される。
- 2007年12月5日、岩手県警がCを本事件の被疑者として強盗殺人容疑で逮捕した[18]。
  - Cは逮捕されるまでの約半年間、パチンコをするなど犯行以前と同じ生活を送り[17]、警察がDNA捜査の資料を集めているのを察知すると、捜査から逃れるために他人のDNAを警察に提出しようと、他県に出かけて街頭調査を装って第三者の唾液を採取し、捜査機関に提出していた[17]。
- 2007年12月7日、Cと接見した弁護士が報道陣の取材に応じ、C自身以外の借金が約2000万円あったことを明かした[19]。
- 2007年12月26日、盛岡地検がCを強盗殺人罪で盛岡地裁に起訴した[20]。

## 刑事裁判

### 第一審・盛岡地裁

#### 公判前整理手続
2008年4月23日の第二回公判前整理手続で弁護側は「住職から侮辱的な言葉を浴びて衝動的に殺害した後に自宅にあった現金を奪った」というCの供述内容を明かし、殺人罪と窃盗罪を主張していく方針を示した。

#### 初公判
盛岡地裁における事件記録符号（事件番号）は「平成19年(わ)第300号」（強盗殺人）。審理は盛岡地裁刑事部（佐々木直人裁判長）が担当した。
2008年9月16日に本事件の裁判の初公判が盛岡地裁（佐々木直人裁判長）で開かれた。検察側は冒頭陳述で「Cが寺を訪問する際に手袋やバンダナを使用し、指紋や毛髪を遺留しないようにした」と計画性が高いことを指摘した。争点となった殺害時点での強盗目的の有無に関しては、「事前にどこかの家の家人を皆殺しにして金を奪おうと考えた」と主張し、極刑を求める遺族の供述調書を朗読した。一方で弁護側は、犯行時CがA2の近くに座った際にA2の体格が想像より大きかったことから強盗の犯意を喪失したため、借金を申し込んだが、A2から「金はあるけど貸せない。Cの母親は体売って男から貰ってた。おめもその血を引いてるんだから、体で金稼げ」と言われ、Cが子供の頃、実母と（Cの）伯父が抱き合ってる場面や伯父と一緒にいた実母が現金を手にしていたのを目撃していたこともあって、その言葉に激昂してA2を殺害し、その現場を目撃されたことでA1を殺害したため、強盗の犯意はなかったとし、殺害後に財物奪取の意図が生じたため、殺人と窃盗罪に留まると主張した。

#### 論告・死刑求刑
2008年9月24日に論告求刑公判が開かれ、盛岡地検の検察官は被告人Cに死刑を求刑した。

#### 判決・死刑
2008年10月8日に判決公判が開かれ、盛岡地方裁判所（佐々木直人裁判長）は検察の求刑通り被告人Cに死刑判決を言い渡した。裁判長は判決理由でCに強盗の目的があったことを認定し、「計画的に強盗目的で寺に行き、強固な殺意に基づいて殺害行為を貫徹したものと評価するほかない、冷酷非情なものであり、他人の生命を一顧だにしない鬼畜の所業以外のなにものでもない」と指摘した。また実母と伯父の不貞行為に関してA2が発言したと主張した侮辱的な言葉については「2人に性的関係がなく侮辱的な発言が存在しなかったと断定できない」とした上で、「A2による侮辱的な発言があったと仮定してもその発言のみによって、一旦はA1とA2に対する強盗殺人の犯意を失っていたCに再び殺意を抱かせるに十分なものとは考えられない。言葉に立腹した行動として常軌を逸している」として弁護側の主張を退けた。その上で、「遺族の処罰感情は峻烈であり、これまでの犯罪とは無縁な生活や飲食店稼働の誠実さなどから更生可能性を最大限酌量しても、被告人の刑事責任は極めて重く、罪刑均衡の見地からも、一般予防の見地からも、被告人に対して極刑をもって臨むほかない」と結論付けた。遺族は盛岡市内で開かれた会見で、「死刑判決は当然。判決が確定、執行されても殺された2人（A1とA2）や団欒の場が戻ってくるわけではない」と述べた。
弁護側は判決を不服として仙台高裁に即日控訴した。

### 自殺・公訴棄却
死刑判決を受け、Cは2008年11月中旬に宮城刑務所に隣接する仙台拘置支所に移送された。
移送から約1ヶ月後の2008年12月28日午前11時35分ごろ、仙台高裁に控訴中で仙台拘置支所に収容されていた被告人Cは、同所の独居房において窓枠にシーツを括り付け、首を吊って自殺した（46歳没）。Cは仙台市内の病院に運ばれたが、同日午後0時45分に死亡が確認された。Cは遺書と見られる手紙を残している。同所では15分毎に職員が巡回しているが、自殺が発見される前の巡回時にはCは読書をしていた。
生前、Cは強盗目的の犯行であったことを否定したが、「2人が戻ってくることはない。命を持って償うしかない」と死刑を受け入れる姿勢を見せ、弁護士には控訴する意思表示を見せなかったという。
Cの死亡を受け、2009年1月8日に刑事訴訟法に基づき本事件は公訴棄却されることとなった。